# Clozure CL
Clozure CL（CCL）是一个Common Lisp实现。它实现了完全的ANSI Common Lisp标准，并具有一些扩展（CLOS MOP、线程、CLOS条件、CLOS串流等）。 它包含一个命令行开发环境，和使用Hemlock编辑器的一个试验性的Mac OS X集成开发环境（IDE），它也可以采用SLIME（用于GNU Emacs的Common Lisp开发环境）。Clozure CL是开源软件，这个计划依托于Clozure协会。

## 支持平台
Clozure CL支持Mac OS X、Linux、FreeBSD、Solaris和Microsoft Windows平台。每个都有32位和64位的x86版本。此外，还有对Mac OS X和Linux的PowerPC移植，和对Linux的32位ARM移植。

## 应用
Clozure CL被ITA Software用于新的航线预定系统的业务逻辑。
Clozure CL经常被用作ACL2定理证明器的底层Common Lisp实现。

## 历史
以前叫做OpenMCL，Clozure CL是Macintosh Common Lisp的演化。

## 技术
CCL包含一个精确的、分代的、简洁的垃圾回收器。CCL的编译器为Lisp表达式和文件产生本机指令。缺省的在REPL录入的所有表达式都编译成本机代码。
Lisp线程实现为抢占式调度、本机操作系统线程。
CCL实现了用来容易的同C和Objective-C库交互的内建设置（Cocoa桥），而它们被用来实现IDE和其他东西。
IDE（基于Hemlock编辑器）目前仍是试验性的。

## 引用
1. ↑  .   [2021-11-03]. （原始内容存档于2021-11-03）.
2. ↑  ECLM 2009 talk by Dan Weinreb Archive.today的存檔，存档日期2012-07-07
3. ↑  .   [2021-11-03]. （原始内容存档于2022-01-04）.